# Az útvesztő (film)
Az útvesztő (eredeti cím: The Maze Runner) 2014-ben bemutatott amerikai disztópikus sci-fi akció-thriller, melyet James Dashner 2009-es azonos című regénye alapján Wes Ball rendezett. A forgatókönyvet Noah Oppenheim, Grant Pierce Myers és TS Nowlin írta. Ez az első része Az útvesztő-filmsorozatnak. A főszerepet Dylan O’Brien, Kaya Scodelario, Thomas Brodie-Sangster, Will Poulter és Ki Hong Lee alakítja.
Az Amerikai Egyesült Államokban, 2014. szeptember 18-án mutatta be a 20th Century Fox, Magyarországon egy nappal később, szeptember 19-én volt látható az InterCom forgalmazásában.
Kereskedelmi szempontból sikeresen teljesített, Észak-Amerikában 101,6, a világ más tájain pedig 236,5 millió dollárt hozott, összesen 338,1 millió dolláros bevételt gyűjtött. A 34 milliós költségvetését jelentősen meghaladta, emellett a hetedik legnagyobb bevételt hozó film volt szeptemberben. Általánosságban pozitív értékeléseket kapott a kritikusoktól. Dicsérték az alakításokat, valamit az üdítően sötét tónusú helyszínt. A Metacritic oldalán a film értékelése – 34 vélemény alapján – 56%. A Rotten Tomatoeson Az útvesztő 63%-os minősítést kapott 143 értékelés alapján.
A forgatás 2013. május 13-án kezdődött a Louisiana állambeli Baton Rouge-ban, és július 12-én fejeződött be.
Elkészítették a film folytatását Az útvesztő: Tűzpróba címmel, melyet 2015. szeptember 18-án mutattak be. 

## Cselekmény
|  | Alább a cselekmény részletei következnek! |

Egy fiú (Thomas) felébred egy elrozsdásodott szolgálati lift belsejében, nem emlékezve semmire. Ahogy a föld alól felér a felszínre, egy csapat hujjogó srác közt találja magát egy nagy füves területen, az úgynevezett „Tisztáson”. Ez egy nagy zárt négyzet, melyet magas kőfalak kerítenek el. A fiúk ezen a területen élnek, jól szervezett, összetartó csapatként, de kiderül, hogy mindannyian elveszítették az emlékeiket, és Thomas-hoz hasonlóan, rémülten, egyesével, a lifttel („doboz”) jutottak ide. Az ismeretlenek („Alkotók”) már több mint 3 éve minden hónapban új fiút küldenek fel a felvonóval. Bár a felvonóval élelem és felszerelés is rendszeresen érkezik, a srácok egy önellátásra törekvő minitársadalmat alakítottak ki, vezetőkkel, szabályokkal, feladatmegosztással és büntetési rendszerrel.
Hamarosan kiderül, hogy a csapat fő célja a kijutás, ugyanis a négyzet alakú Tisztás oldalfalainak közepén nyíló „kapuk” nem kijáratok, hanem egy – mindez ideig megoldatlan – labirintus bejáratai. A labirintus megoldását nagymértékben megnehezíti, hogy csak nappal deríthető fel, mert éjszaka biomechanikus szörnyek („siratók”) foglalják el. (A járatok nappal sem tökéletesen biztonságosak miattuk.) A tisztást és az útvesztőt összekötő hatalmas „kapuk” minden este bezáródnak, és aki éjjelre a labirintusban marad, garantáltan nem éri meg a reggeli kapunyitást. A feladat további nehézsége, hogy az útvesztő belsejében a gigantikus kőfalak éjjel időnként elmozdulnak, több helyen bejáratok nyílnak és záródnak (kezdetben ismeretlen rendszer szerint).Mindezek ellenére Thomas futár akart lenni és az is lett. A labirintus rendkívüli méretei, bonyolultsága és veszélyessége miatt a felderítést csak egy kis, elit csoport, a „Futárok” végzik, a többi fiúnak szigorú büntetés terhe mellett tilos a Tisztást elhagyni. Az élet a tisztáson a bezártság és a veszélyek ellenére is idillinek számít. Azonban az évek óta tartó stabil állapot felborul, amikor apránként kiderül, hogy Thomas nem csak egy fiú a sok közül, hanem egy – egyelőre érthetetlen – belső késztetés hajtotta szabályszegő, aki a tilalmak ellenére olyasmiket művel, amilyeneket eddig még soha senki a tisztáson.(Pl. megölt egy siratót és túléli az éjszakát). Ráadásul azok a kevesek, akik szörnyű szenvedések közepette túlélik egy sirató szúrását, a haláltusájuk felbukkanó emlékeiben Thomast mint ellenséget és minden bajok okozóját ismerik fel.
Az események felgyorsulnak, amikor világossá válik, hogy a mindenki által szorongással tudomásul vett változások nem véletlenül következnek be, hanem nyilvánvalóan az alkotók tervei szerint: ugyanis a lifttel – menetrenden kívül és ellátmány nélkül – egy eszméletlen lány érkezik, a kezében egy papírra írt üzenettel: „Ő az utolsó. Örökre.” A lány első szava: Thomas.
Még aznap az elpusztult sirató belsejében megtalálnak egy „kulcsot”, ami kijuttathatja őket az útvesztőből. Egyszer csak eljön az este, amikor a Kapuk nem csukódnak be… Sok ember halt meg aznap és fogytán az idő, tudták ha nem mennek el innen időben, lassan meghalnak. Gallyt megszúrták (ez nem derült ki a film végéig) és ő is Thomast gyanúsítja, ezért a fiú megszúratja magát a siratókkal, hogy kiderüljön, vajon igaz - e amit a többi halálos állapotban lévő tiszttárs terjeszt. Ezek után Rájön, hogy igen, segített az alkotóknak az útvesztő megépítésében és évek óta figyelte azokat akikkel most együtt van. A barátai nem reagálnak csúnyán, de Gally átvette a hatalmat, ugyanis előző este a vezérük, az első ember a tisztáson, Alby meghal. Thomast elfogják és meg akarják etetni az útvesztő szörnyeivel, de a barátaival együtt Gally csapatán rajtaütnek és elhatározzák, hogy bármi áron, de most  kijutnak az útvesztőből. Végül pár halottal, de kijutnak onnan és miután a fő alkotó videóját megnézték, a megcsípett Gally hirtelen megjelenik a halott őrtől elvett pisztollyal, és miután Thomas egyik legjobb barátját, Chuckot halálosan megsebesíti, Minho egyből egy dárdát állít a szívébe. Ezután maszkos férfiak rohamozzák meg a helyszínt, akik a csoport nagy részét helikopterrel viszik el. Egy hatalmas sivatagi pusztaságon keresztül repülnek át, és egy romvárost közelítenek meg. A film halott tudósokkal ér véget, akikkel egy szobában futnak össze. Paige megjegyzi, hogy a kísérlet sikeres volt; a túlélők továbbléphetnek a második fázisba.
|  | Itt a vége a cselekmény részletezésének! |

## Szereplők
| Színész                | Szereplő                                                           | Magyar hang        |
| ---------------------- | ------------------------------------------------------------------ | ------------------ |
| Dylan O’Brien          | Zöldfül / Thomas: Az utolsó férfi, aki a Tisztásra kerül           | Szatory Dávid      |
| Will Poulter           | Gally: Ellenséges érzelmű hangadó elöljáró (a könyvben az Építőké) | Szabó Máté         |
| Thomas Brodie-Sangster | Newt: Másodparancsnok                                              | Timon Barna        |
| Kaya Scodelario        | Teresa: Az egyetlen nő a labirintusban                             | Csuha Borbála      |
| Aml Ameen              | Alby: A teljes csapat legfőbb vezetője                             | Papp Dániel        |
| Ki Hong Lee            | Minho: A futárok elöljárója                                        | Berkes Bence       |
| Dexter Darden          | Serpenyő: A fő séf                                                 | Czető Roland       |
| Chris Sheffield        | Ben: Egy futár                                                     | Magyar Bálint      |
| Jacob Latimore         | Jeff: A fő orvos                                                   | Boldog Gábor       |
| Blake Cooper           | Chuck: Thomas kis pufók barátja, és az útvesztő legfiatalabb tagja | Császár András     |
| Alexander Flores       | Winston: Az egyik munkacsoport elöljárója (a könyvben a Nyesőké)   | Márkus Sándor      |
| Patricia Clarkson      | Ava Paige                                                          | Menszátor Magdolna |

További magyar hangok: Papucsek Vilmos, Kapácsy Miklós